# 오소네촌
오조네촌(大曽根村)은 야마가타현 히가시무라야마군에 설치되었던 촌이다.